# Udo Kießling
Udo Kießling (Crimmitschau, NDK, 1955. május 21. –) német profi jégkorongozó.

## Pályafutása
Junior karrierjét a német alsóbb ligákban kezdte. 1976-ban a téli olimpián 20 évesen bronzérmes lett a német csapattal. 1979 és 1982 között három szezont töltött a Düsseldorf EG csapatában majd egy mérkőzésre a Minnesota North Starshoz került 1982-ben. Ezután fél szezont a Fussen EV-nél töltötte és a következő tíz idényt a Cologne EC-ben játszotta. 1992 és 1996 között a Landshut EV-nál játszott. 1996-ban vonult vissza a 41. születésnapja előtt. Az első jégkorongozó volt, aki öt olimpián vett részt.

## Sikerei, díjai
- Olimpiai játékok
  - bronzérmes: 1976, Innsbruck
- Az Év Játékosa Nyugat-Németországban: 1977, 1984, 1986
- WEC-A All-Star Team: 1987